# Edward Whalley

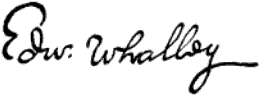
Unterschrift Whalleys

Edward Whalley (geboren um 1607; gestorben um 1675) war ein englischer Militärführer während des Englischen Bürgerkriegs und einer der Unterzeichner des Todesurteils gegen König Karl I. von England.

## Frühe Laufbahn
Die exakten Daten von Whalleys Geburt und Tod sind jeweils nicht bekannt. Jedenfalls war er der zweite Sohn von Richard Whalley, der 1595 High Sheriff von Nottinghamshire war, und dessen zweiter Frau Frances Cromwell, einer Tante von Oliver Cromwell. Sein Urgroßvater war Richard Whalley (1499–1583), ein berühmter Anhänger von Edward Seymour, 1. Duke of Somerset und Mitglied des Parlamentes. Es wird berichtet, dass Edward Whalley zunächst als Wollhändler tätig war. In den 1620er und 1630er Jahren versuchte er sich mit mäßigem Erfolg als Landwirt in Chadwell St Mary in Essex. 1639 sah Whalley sich gezwungen, vor seinen Gläubigern nach Schottland zu fliehen und seine Frau zurückzulassen.
Bei Ausbruch des Englischen Bürgerkriegs ergriff er Partei für das Parlament und James Temple verschaffte ihm die Stellung eines Kornetts in dem Kavallerie-Regiment, das von Temples Cousin John Fiennes geführt wurde. Whalley kämpfte in der Schlacht bei Edgehill und wurde später Oberst von Cromwells Reiterei. Er profilierte sich weiter zu Felde und insbesondere seine Schlachtenführung in der Schlacht von Gainsborough 1643 wurde von Cromwell hervorgehoben. Whalley focht in der Schlacht von Marston Moor und führte eines von Cromwells Reiterei-Regimentern in der Schlacht von Naseby und bei der Einnahme von Bristol. Sodann wurde er nach Oxfordshire kommandiert, um Banbury einzunehmen. Während der Belagerung von Worcester wurde er als Befehlshaber abgelöst; Grund dafür war nach Richard Baxter, seinem Regimentskaplan, seine religiöse Orthodoxie.

## Regimentsoffizier

Wappen von Edward Whalley

Er unterstützte sein Regiment bei dessen Beschwerden gegen das Parlament 1647. Als König Karl I. von der Armee festgenommen wurde, wurden Whalley und sein Regiment mit dessen Bewachung im Hampton Court Palace betraut. Whalley behandelte seinen Gefangenen wohlwollend und weigerte sich, Karls Kaplane abzuziehen, sodass Karl ihm später gar einen Dankesbrief schrieb. Im Zweiten Englischen Bürgerkrieg stellte Whalley erneut seine Qualitäten als Soldat unter Beweis. Er wurde zu einem der Mitglieder der Kommission erwählt, die beim Prozess gegen Karl I. gegen diesen zu Gericht saß und war gleich hinter Cromwell der vierte, der das Todesurteil gegen den König unterzeichnete. Der König wurde am 30. Januar 1649 hingerichtet.
Im April 1649 waren einige Soldaten aus Whalleys Regiment bei der Bishopsgate Meuterei beteiligt. Sie weigerten sich, an der Rückeroberung Irlands teilzunehmen, bis die politischen Forderungen der Levellers erfüllt wurden und sie ihre ausstehenden Löhne erhalten hatten. Als sich die Meuterer weigerten, den Marschbefehl gen London zu befolgen, wurden 15 Soldaten festgenommen und vor ein Militärgericht gestellt; sechs der Meuterer wurden zum Tode verurteilt, von denen aber fünf nachträglich begnadigt wurden und nur Robert Lockyer, ein ehemaliger Leveller, standrechtlich erschossen wurde.
Whalley nahm an Cromwells Schottlandfeldzug teil und wurde in der Schlacht bei Dunbar verwundet. Im Herbst 1650 kümmerte sich Whalley eigenständig um die Lage im Norden. Im folgenden Jahr unterstützte er Cromwell in seiner Verfolgung von Karl II. und nahm an der Schlacht von Worcester teil. Er förderte Cromwell in seinen politischen Bestrebungen und unterbreitete im August 1652 mit Billigung des Protektorats dem Parlament die Petition der Armee. Als Repräsentant Nottinghamshires im Parlament von 1654 bis 1656 war er aktiv an der Verfolgung des Quäkers James Nayler beteiligt. Er war einer der verwaltenden Generalmajore und als solcher verantwortlich für Lincoln, Nottingham, Derby, Warwick, und Leicester. Er befürwortete die Humble Petition and Advice mit Ausnahme der Empfehlung, dass Cromwell den königlichen Titel annehmen solle, und wurde im Dezember 1657 Mitglied des neu konstituierten Cromwell´schen House of Lords.
Nach Oliver Cromwells Tod, bei dem Whalley zugegen war, ließ er seine Unterstützung Richard Cromwell angedeihen, jedoch vergeblich. Sein Regiment weigerte sich, seine Befehle auszuführen und das Lange Parlament entzog ihm seine Befehlsgewalt. Im November 1659 unternahm er einen erfolglosen Versuch, in Schottland mit George Monck Friedensbedingungen auszuhandeln.

## Flucht in die Kolonien

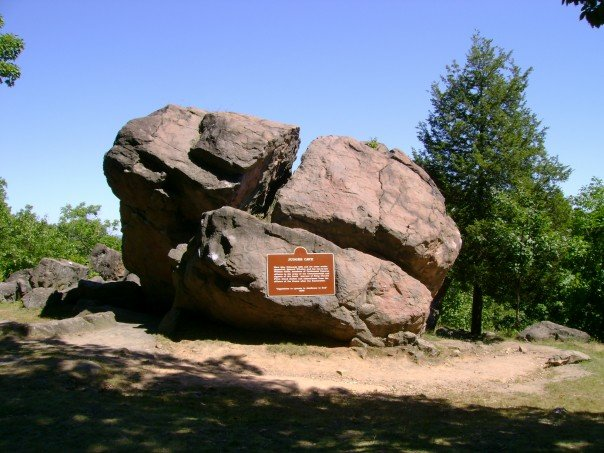
Judges’ Cave, wo Goffe und Whalley sich verbargen.

Zu Beginn der Stuart-Restauration floh Whalley mit seinem Schwiegersohn Generalmajor William Goffe nach Nordamerika. Am 27. Juli 1660 gingen sie in Boston an Land und wurden vom Gouverneur von Massachusetts, John Endecott, freundlich aufgenommen und den Honoratioren der Stadt vorgestellt. Dabei zeigten sich Goffe und Whalley recht unbekümmert in der Öffentlichkeit und nahmen Wohnung in Cambridge, etwa 3 Kilometer westlich von Boston. Unterdessen wurde im englischen Parlament über den Indemnity and Oblivion Act debattiert. Gerüchte erreichten die Kolonien, dass bis auf sieben alle der Königsmörder begnadigt werden sollten. Genauere Inhalte des Erlasses erreichten die Kolonie aber nicht vor November 1660 und so divergierten die Ansichten der Führer der Kolonie über mehrere Monate hinweg, wie mit Whalley und Goffe verfahren werden sollte.
Bis Februar 1661 hatte sich der Gouverneur den warmherzigen Empfang der Königsmörder noch ein zweites Mal überlegt. Am 22. Februar hatte er einen Rat von Assistenten um sich versammelt, um deren Festsetzung zu besprechen, doch fand dieser Vorschlag keine Zustimmung. Whalley und Goffe entschieden für sich jedoch, dass sie in Cambridge nicht mehr sicher seien und verließen die Stadt am 26. Februar. Wenige Tage später, nach Stiles am 8. März, trafen über Barbados Befehle aus England ein, wonach die beiden gefangen zu nehmen seien. Der Abgeordnete im Repräsentantenhaus von Massachusetts Daniel Fisher und dessen Schwester Lydia halfen, Goffe und Whalley in der Folge zu verstecken.
Die zwei zogen weiter nach New Haven, Connecticut, wo sich bereits der weitere als Königsmörder Verurteilte John Dixwell unter dem Pseudonym James Davids verbarg. Nach ihrer Ankunft am 7. März 1661 kamen Whalley und Goffe beim Gründer und Vorsteher der Kolonie New Haven, John Davenport, unter. Die Nachricht über den Haftbefehl gegen die beiden erreichten bald auch New Haven, sodass Whalley und Goffe eine List anwandten, um mögliche Verfolger zu täuschen. Zum Schein trafen sie Anstalten, nach Milford aufzubrechen und stellten sicher, dass sie bei ihrem „Aufbruch“ gesehen wurden. Nach Einbruch der Nacht kehrten sie aber still und heimlich nach New Haven zurück. Dort kamen sie bis zum 13. Mai erneut bei Davenport und einigen anderen Sympathisanten unter, bis sich entschlossen, lieber in freier Natur im Wald und in einer Höhle bei Providence Hill Zuflucht zu suchen. Inzwischen ist Providence Hill unter dem Namen West Rock Ridge bekannt und die Höhle, in der Whalley und Goffe unterkamen, trägt den Namen Judges Cave. Im August zogen sie weiter in ein Haus nach Milford, das einem weiteren Sympathisanten namens Tomkins gehörte und blieben dort für zwei Jahre. 1664 sahen sie sich gezwungen, in die Höhle zurückzukehren, als königliche Beamte in Boston eintrafen. Doch amerikanische Ureinwohner hatten den Standort der Höhle enthüllt, als die beiden gerade nicht anwesend waren, sodass sie weiterziehen mussten, um mehr Abstand zu Boston zu gewinnen. Am 13. Oktober brachen sie in Richtung des etwa 100 Kilometer nördlich, im Westen von Massachusetts gelegenen Hadley auf, indem sie ausschließlich bei Nacht reisten, um unerkannt zu bleiben. In Hadley hatte der dortige Pfarrer John Russell eine Unterkunft in seinem Haus zur Verfügung gestellt. Dort blieben sie für 15 oder 16 Jahre unentdeckt und bestritten ihren Unterhalt durch Geldsendungen ihrer Frauen aus England und Geschenke von lokalen Unterstützern. In den ersten paar Jahren lebten sie in ständiger Angst vor ihrer Entdeckung und waren sehr erleichtert, als sie den Zeitungen entnehmen konnten, dass angenommen werde, sie hätten zusammen mit anderen Königsmördern in der Schweiz gelebt und seien dort gestorben. Jeder Versuch der englischen Regierung, den Aufenthaltsort von Whalley oder von Goffe in Erfahrung zu bringen und sie festzunehmen, scheiterte. Whalley war jedenfalls bis 1674 am Leben, wenn am Ende auch bei schlechter gesundheitlicher Verfassung, und lebte vermutlich nicht viel länger. Goffes weiteres Schicksal ist unbekannt.

## Familie
Whalley heiratete ein erstes Mal am 7. Februar 1626 in der St. Dunstan’s Church, Stepney. Seine erste Ehefrau war Judith Duffell (oder Duffield) aus Rochester, Kent. Mit ihr hatte er einen gemeinsamen Sohn John und eine Tochter Frances (die später William Goffe ehelichte). Seine zweite Ehe schloss er mit Mary Middleton, der Schwester von Sir George Middleton, mit der die beiden weiteren Söhne Henry und Edward hatte.

## Nachruhm

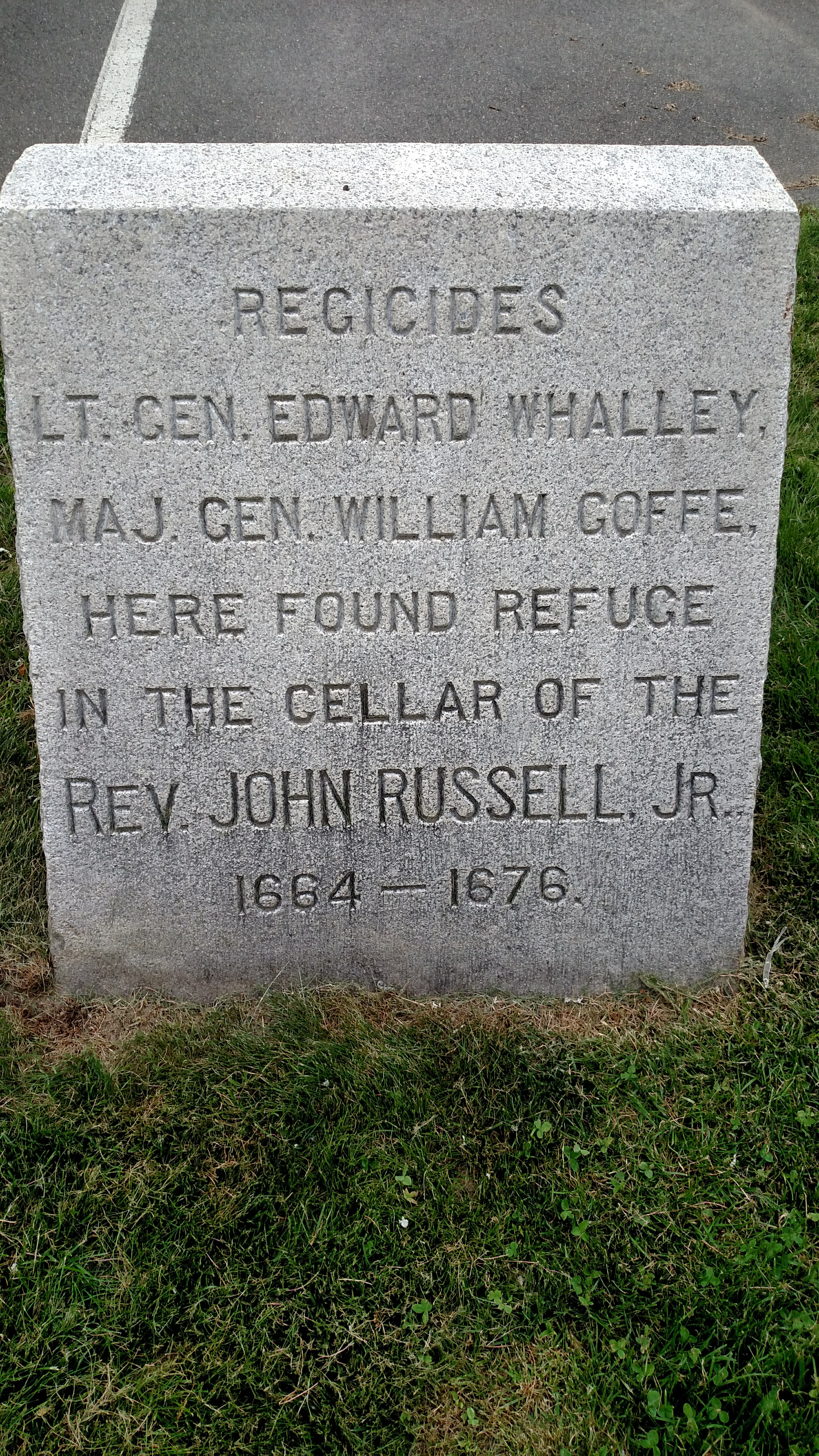
Gedenkstein in Hadley in der 102 Russell Street, nahe der Whalley Street, wo Whalley & Goffe sich versteckt hielten. Auf dem Stein steht: REGICIDES LT. GEN. EDWARD WHALLEY, MAJ. GEN. WILLIAM GOFFE, HERE FOUND REFUGE IN THE CELLAR OF THE REV. JOHN RUSSELL, JR., 1664–1676. (= Die Königsmörder Lt. Gen. Edward Whalley und Maj. Gen. William Goffe fanden hier im Keller von Rev. John Russel, Jr., Zuflucht, 1664–1676.)

Whalley wurde mit der Benennung einer Straße nach seinem Namen in New Haven geehrt, wie auch die beiden anderen Königsmörder, die dort Zuflucht gesucht hatten: Die Whalley Avenue, Dixwell Avenue und die Goffe Street laufen aus einem Komplex von Kreuzungen auseinander, der am nordwestlichen Ende des Broadway liegt. In Hadley, Massachusetts, gibt es ebenfalls zwei parallele Straßen, die nach Goffe und Whalley benannt sind, ebenso einen Gedenkstein an der Stelle, an der früher John Russells Haus stand.

## Populärkultur
Whalley und Goffe treten als Protagonisten im 2022 erschienenen Roman Königsmörder des britischen Autors Robert Harris auf, in dem die Flucht der beiden durch Neuengland beschrieben wird.